# Philipp Schenk (Fußballspieler)
Philipp Schenk (* 12. Oktober 1985 in Graz) ist ein ehemaliger österreichischer Fußballspieler auf der Position eines Stürmers.

## Karriere
Schenk begann seine Karriere in den Jugendmannschaften des Grazer AK und wechselte später an die Akademie des Vereins. Im Jänner 2004 verließ er diese und wechselte zur Amateurmannschaft der Rotjacken, die er exakt zwei Jahre später, im Jänner 2006, verließ um zur Bundesligamannschaft des GAK überzugehen. Sein Debüt in der Bundesliga gab er am 15. Oktober 2005, nur drei Tage nach seinem 20. Geburtstag, in der 14. Runde der Saison 2005/06 bei der 3:1-Niederlage gegen die SV Mattersburg. Schenk wurde in der 65. Spielminute für Mario Sonnleitner eingewechselt. In der 82. Spielminute leistete er Vorarbeit für seinen Mitspieler Roland Kollmann, indem er nach einer Torchance im Strafraum des Gegners gefoult wurde und so einen Elfmeter für sein Team herausholte, den Kollmann daraufhin verwandelte und so den Ehrentreffer für die Roten Teufel erzielen konnte.
Sein erstes Tor in der Bundesliga konnte er bei seinem fünften Einsatz bei der knappen 2:1-Niederlage gegen den SV Pasching feiern. Das Tor fiel in der 53. Spielminute nach Vorarbeit von Zlatko Junuzović, nachdem Schenk erst in der 38. Minute für Daniel Pirker ins Spiel kam. Für den GAK erzielte er in 31 absolvierten Spielen – davon 25 in der Bundesliga sowie sechs nach dem Zwangsabstieg des Vereins in die Regionalliga Mitte – sechs Treffer.
Im Oktober 2007 wurde Schenk vereinslos; von Jänner 2008 bis zur Sommerpause vor der Saison 2009/10 war er für den Kooperationsverein bestehend aus dem Wolfsberger AC und dem SK St. Andrä, kurz WAC-St. Andrä, in der drittklassigen Regionalliga Mitte tätig.
Von Juli 2009 bis zum Jahreswechsel 2010 spielte er wieder für den Grazer Athletiksport-Klub. Danach spielte er bei der ersten Kampfmannschaft des SV Pachern als Stürmer, kam aber im Jahre 2014 wieder zurück zum Grazer AK, den er nach abermals einem Jahr wieder verließ, um nach Pachern zurückzukehren. Seine Karriere ließ er danach von 2018 bis 2019 beim SK Werndorf in der sechstklassigen steirischen Unterliga Mitte ausklingen und beendete in der Winterpause 2019/20 seine Karriere als Aktiver.